# Militärverdienstorden (Frankreich)

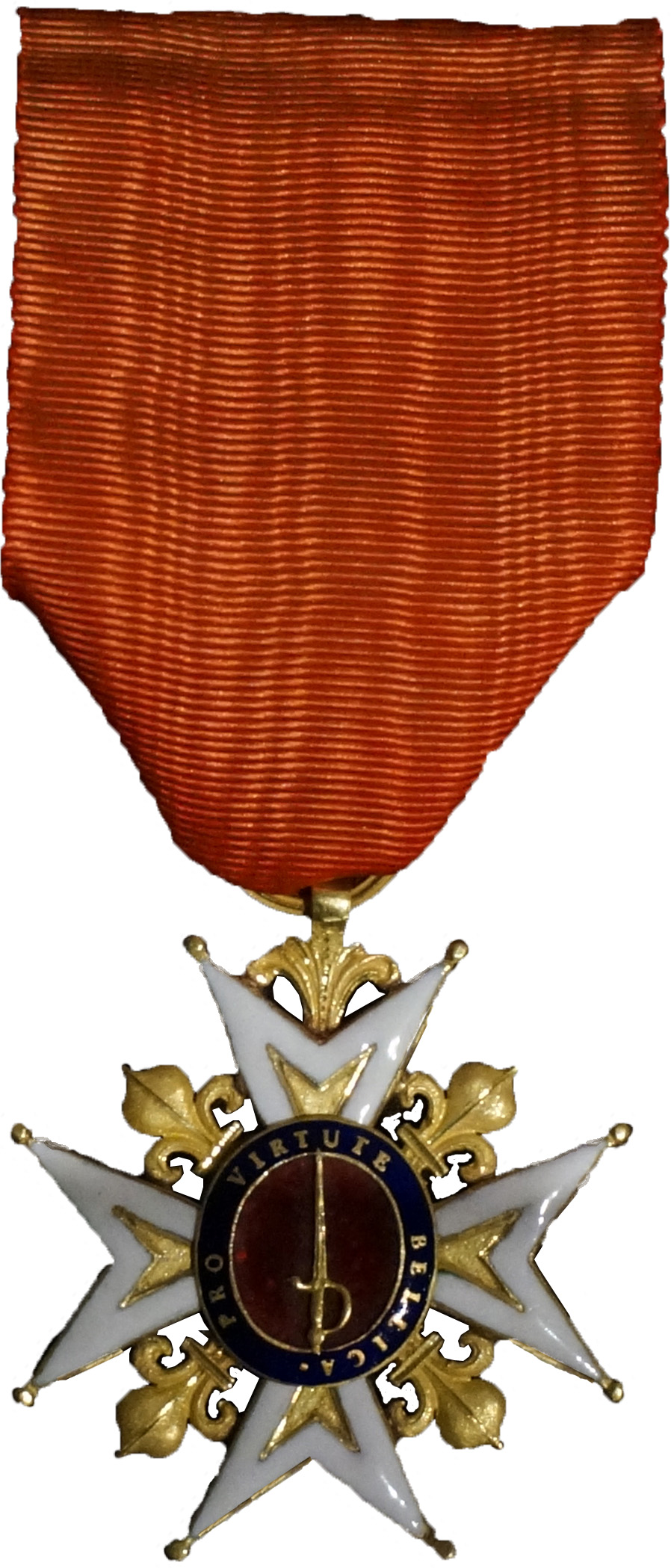
Militärverdienstorden für Protestanten, Frankreich

Der Militärverdienstorden (französisch Institution du Mérite militaire, wörtlich „Stiftung für Militärverdienst“) wurde am 10. März 1759 durch König Ludwig XV. von Frankreich gestiftet und war zur Belohnung ausländischer Offiziere protestantischen Glaubens vorgesehen, die sich um das königlich-französische Heer und die Marine Verdienste erworben hatten.

## Geschichte
Zu Beginn des 18. Jahrhunderts standen etwa zwanzig Regimenter unter der französischen Fahne, die ausschließlich im Ausland, vor allem dem Heiligen Römischen Reich, der Schweiz und Schweden geworben worden waren. Das französische Ordenssystem kannte bis zu diesem Zeitpunkt lediglich Orden, für deren Verleihung der katholische Glauben (seinerzeit Staatsreligion) Voraussetzung war. Da die meisten Angehörigen protestantischen Glaubens waren, wurde es notwendig, einen neuen Orden zu stiften. So entstand der Militärverdienstorden, der sich stark an dem bestehenden Ordre royal et militaire de Saint-Louis orientierte.

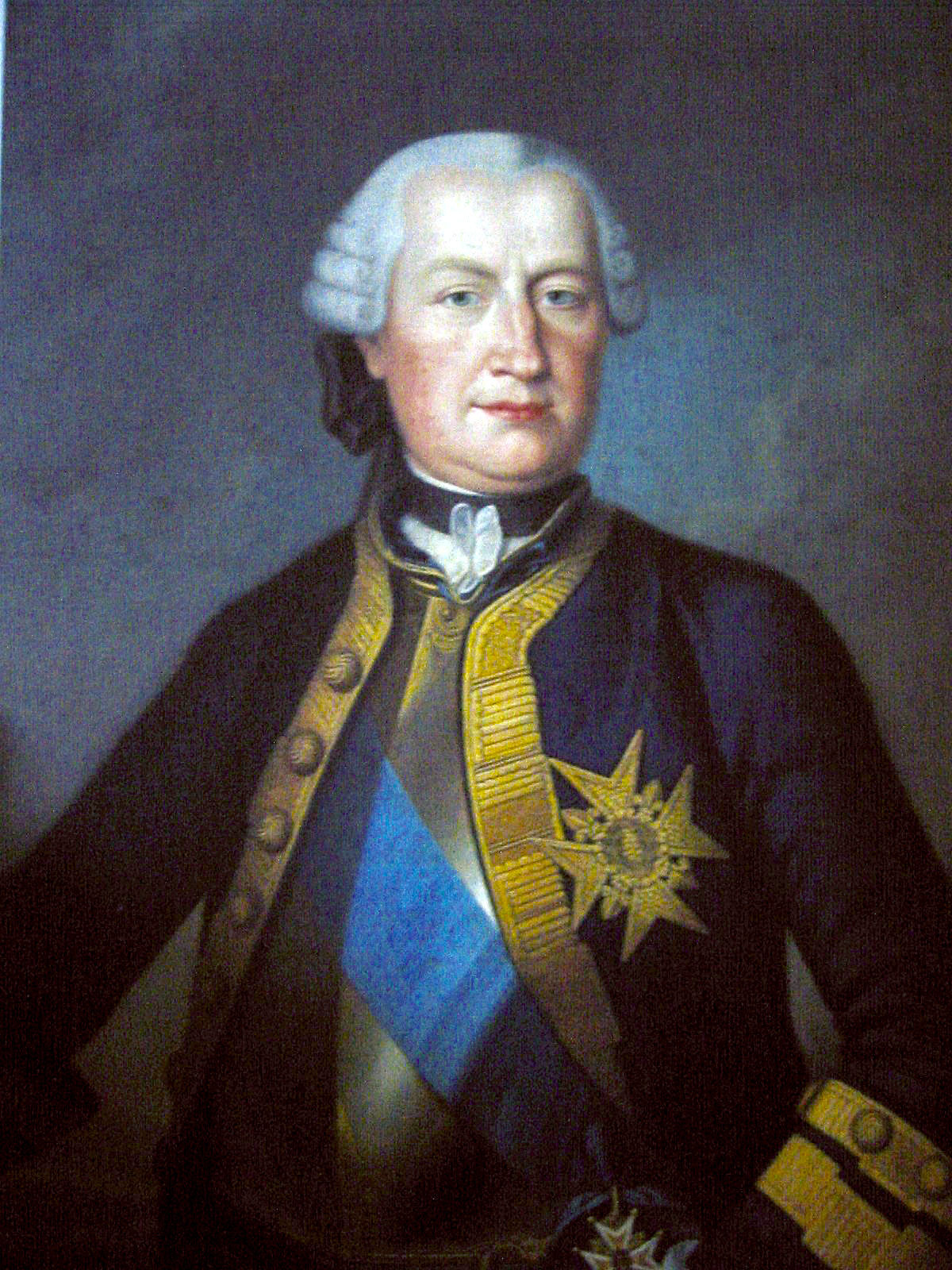
Wilhelm Heinrich von Nassau-Saarbrücken mit dem Großkreuz

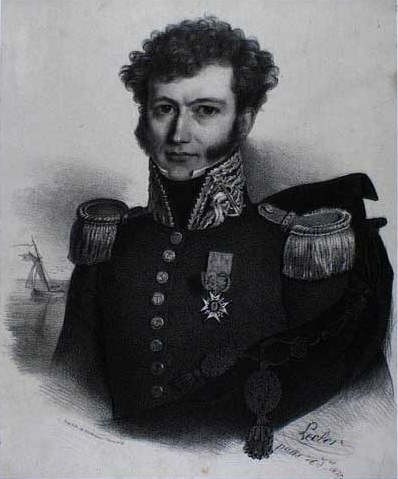
Ulysses Dirckinck-Holmfeld mit dem Ritterkreuz (1829)

Vor der Aufnahme in den Orden musste jeder Ritter folgenden Eid auf den König ablegen:

„Je m’engage à être fidèle à Sa Majesté, à ne point me départir de l’obéissance qui lui est due, et à ceux qui commandent sous ses ordres; à garder et défendre de tout mon pouvoir son honneur, son autorité, ses droits et ceux de sa couronne; à ne point quitter son service pour en prendre aucun chez les princes étrangers, sans son agrément par écrit; à lui révéler tout ce qui viendra à ma connaissance contre sa personne et son état; et à me comporter en tout comme le doit un vertueux et vaillant chevalier.“

„Ich verpflichte mich, Seiner Majestät treu zu sein, den Gehorsam, der ihm und denen, die unter seinem Befehl befehlen, gebührt, nicht zu verweigern; seine Ehre, seine Autorität, seine Rechte und die seiner Krone mit aller Macht zu bewahren und zu verteidigen; seinen Dienst nicht zu verlassen, um ohne seine schriftliche Zustimmung einen Dienst bei fremden Fürsten anzutreten; ihm alles zu offenbaren, was mir gegen seine Person und seinen Stand bekannt wird; und mich in allem so zu verhalten, wie es ein tugendhafter und tapferer Ritter tun muss.“

Am 13. August 1785 stattete Ludwig XVI. den Orden mit einem Kapital von 32000 Livre aus. Aus diesem Betrag erhielten die Großkreuze eine einmalige Zuwendung von je 4000, Kommandeure je 3000 und Ritter eine Summe zwischen 200 und 800 Livres.
Mit Dekret vom 1. Januar 1791 wurden der Militärverdienstorden und der Ordre de Saint-Louis zur Décoration militaire (Militärauszeichnung) vereinigt, der verpflichtende Eid abgeschafft und ab 26. September 1791 ohne Ansehen der Konfession verliehen. Nachdem die Republik proklamiert worden war, schaffte man den Orden per Dekret vom 15. Oktober 1792 ab. Ludwig XVIII. verlieh ihn im Exil jedoch weiter und setzte ihn nach seiner Thronbesteigung am 28. November 1814 wieder in seine alten Rechte ein. Ab diesem Zeitpunkt konnte er an alle Offiziere zur Verleihung kommen, die nicht katholischen Glaubens waren. Die letzten Verleihungen wurden 1829 vorgenommen und seit 1830 gilt der Orden als erloschen.

## Ordensklassen
Der Orden war in drei Ordensklassen gegliedert und die Anzahl der Mitglieder war reglementiert:
- Großkreuz (Grand-croix) – 2 Träger
- Kommandeur (Commandeur) – 4 Träger
- Ritter (Chevalier) – unbegrenzt

Per Dekret vom 28. November 1814 wurde die Zahl der Großkreuze und Kommandeure auf 4 bzw. 8 erhöht.

## Ordensdekoration
Das Ordenszeichen ist ein goldenes achtspitziges Malteserkreuz mit einer weiß emaillierten Einfassung. Die Kreuzspitzen sind mit kleinen goldenen Kügelchen besetzt und in den Kreuzwinkeln ist jeweils eine goldene Lilie angebracht. Auf dem Kreuz liegt mittig ein hochovales Medaillon auf. Diese ist rot emailliert und zeigt ein senkrecht stehendes Schwert. Umschlossen ist das Medaillon von einem blau emaillierten Reif mit der goldenen Inschrift PRO VIRTUTE BELLICA (Für Kriegstugend). Auf der Rückseite ist ein Lorbeerkranz mit der Umschrift LUDOVICUS XV. INSTITUIT 1759 (Ludwig XV. hat [den Orden] 1759 errichtet) zu sehen.
Mit der Zusammenlegung des Militärverdienstordens und des Ordre de Saint-Louis änderte sich am Ordenszeichen lediglich die Inschrift auf der Rückseite des Medaillons in LUD. XV. INST. 1759.

Trageweise des Militärverdienstordens

## Trageweise
Großkreuze und Kommandeure trugen das Ordenszeichen am Schulterband von der rechten Schulter zur linken Hüfte. Zum Großkreuz gehörte ferner ein vergrößertes Ordenszeichen ohne Emaille als Bruststern. Ritter trugen das am Band auf der linken Brustseite. Das Ordensband war zunächst dunkelblau, seit dem Dekret vom 28. November 1814 rot.